# Elisabeth Charlotte Gloeden
Elisabeth Charlotte Gloeden (auch Lieselotte, genannt Lilo Gloeden, geborene Kuznitzky, * 9. Dezember 1903 in Köln; † 30. November 1944 in Berlin-Plötzensee) war eine deutsche Juristin und im Widerstand gegen das NS-Regime.

## Leben
Nach dem Schulabschluss begann Elisabeth Kuznitzky mit dem Studium der Rechtswissenschaften an der Ludwig-Maximilians-Universität München in München. Sie promovierte 1928 an der Universität Köln über das deutsche Adelsrecht. Sie arbeitete als Gerichtsreferendarin. Seit 1938 war sie mit dem Architekten Erich Gloeden verheiratet.
Im Zweiten Weltkrieg hatte sie vielen jüdischen Bekannten und Verwandten geholfen, im Untergrund zu überleben. Das Ehepaar nahm den in Zusammenhang mit dem Hitler-Attentat vom 20. Juli 1944 gesuchten General der Artillerie Fritz Lindemann in seine Wohnung auf, die sich in Berlin-Westend befand.
Das Versteck wurde verraten und Elisabeth Gloeden am 3. September 1944 mit ihrem Mann und ihrer Mutter Elisabeth Kuznitzky verhaftet. Als Lindemann versuchte, sich aus dem Fenster zu stürzen, schossen die Gestapo-Beamten auf ihn. Er starb am 22. September 1944 im Berliner Polizeikrankenhaus.  Das Ehepaar und die Mutter von Elisabeth Gloeden werden vor dem Volksgerichtshof angeklagt. Indem er alle Schuld auf sich nahm, versuchte Erich Gloeden seine Frau und Schwiegermutter vor der Todesstrafe zu schützen. Am 27. November 1944 erging das Todesurteil gegen Erich Gloeden. Elisabeth Gloeden und ihre Mutter gaben ihre Mitwisserschaft zu, wurden dafür ebenfalls zum Tode verurteilt und im Strafgefängnis Berlin-Plötzensee gehenkt.

## Gedenken
In der Nähe der Hinrichtungsstätte Plötzensee wurde 1963 der Gloedenpfad nach dem Ehepaar Gloeden benannt.  Am 3. Oktober 2016 erinnerte Bundestagspräsident Norbert Lammert in seiner Rede zum Tag der Deutschen Einheit an das Schicksal der Familie Gloeden.
An das Schicksal von Elisabeth Charlotte Gloeden wird in der Gedächtnishalle des Rathauses Charlottenburg erinnert.
Am 4. Oktober 2010 wurden vom Kölner Künstler Gunter Demnig vor dem ehemaligen Wohnhaus der Familie, in der Kastanienallee 23 in Berlin-Westend, Stolpersteine für Elisabeth Charlotte Gloeden, ihren Mann Erich Gloeden und ihre Mutter Elisabeth Kuznitzky verlegt.
Am 10. September 2018 wurden von Gunter Demnig vor der ehemaligen Wohnadresse der Familie, in der Mohrenstraße 26 in Köln-Altstadt-Nord, Stolpersteine für Elisabeth C. Gloeden und ihre Eltern Elisabeth und Martin Kuznitzky verlegt.

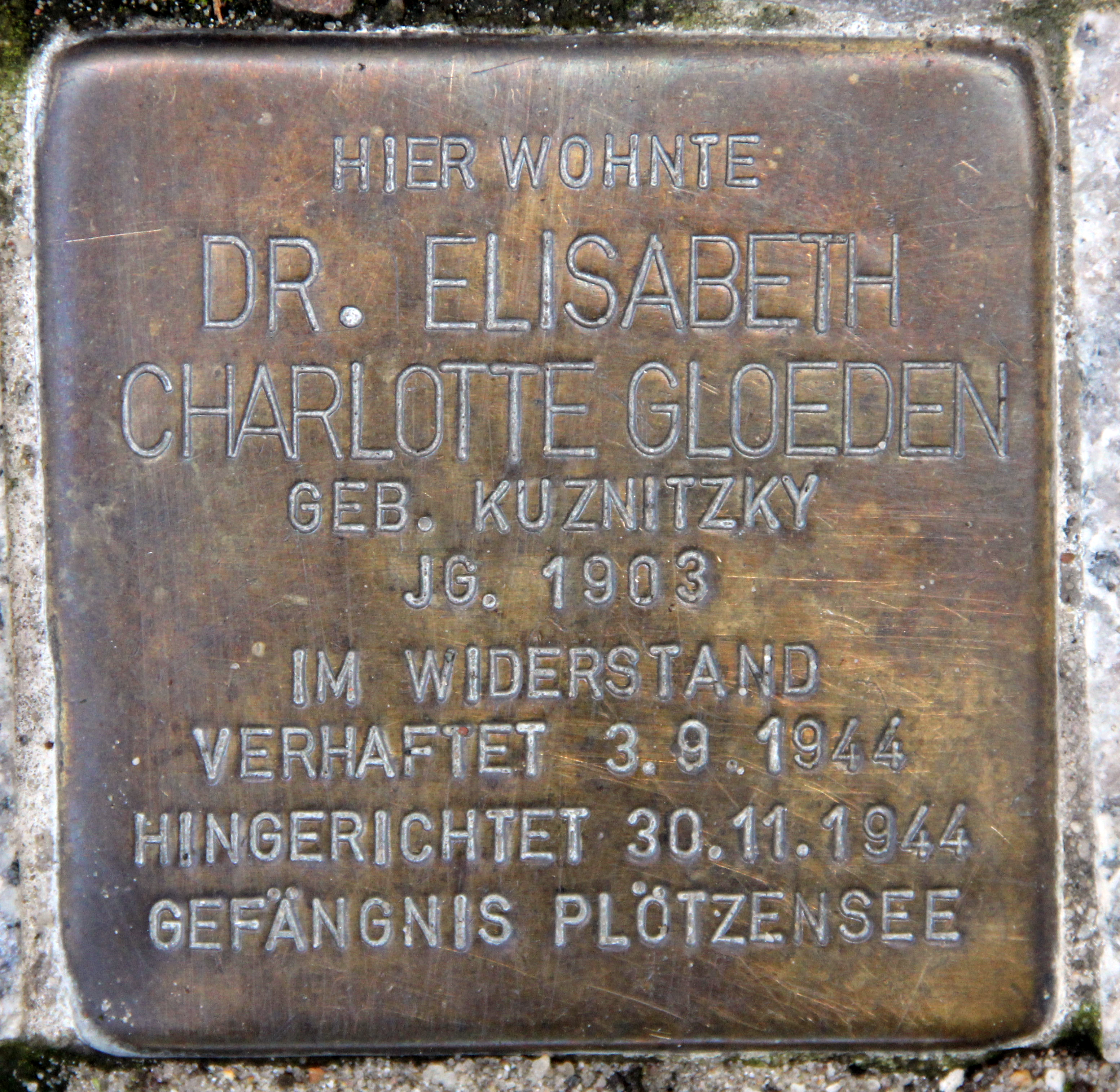
Stolperstein für Elisabeth Charlotte Gloeden, Kastanienallee 23, Berlin-Westend
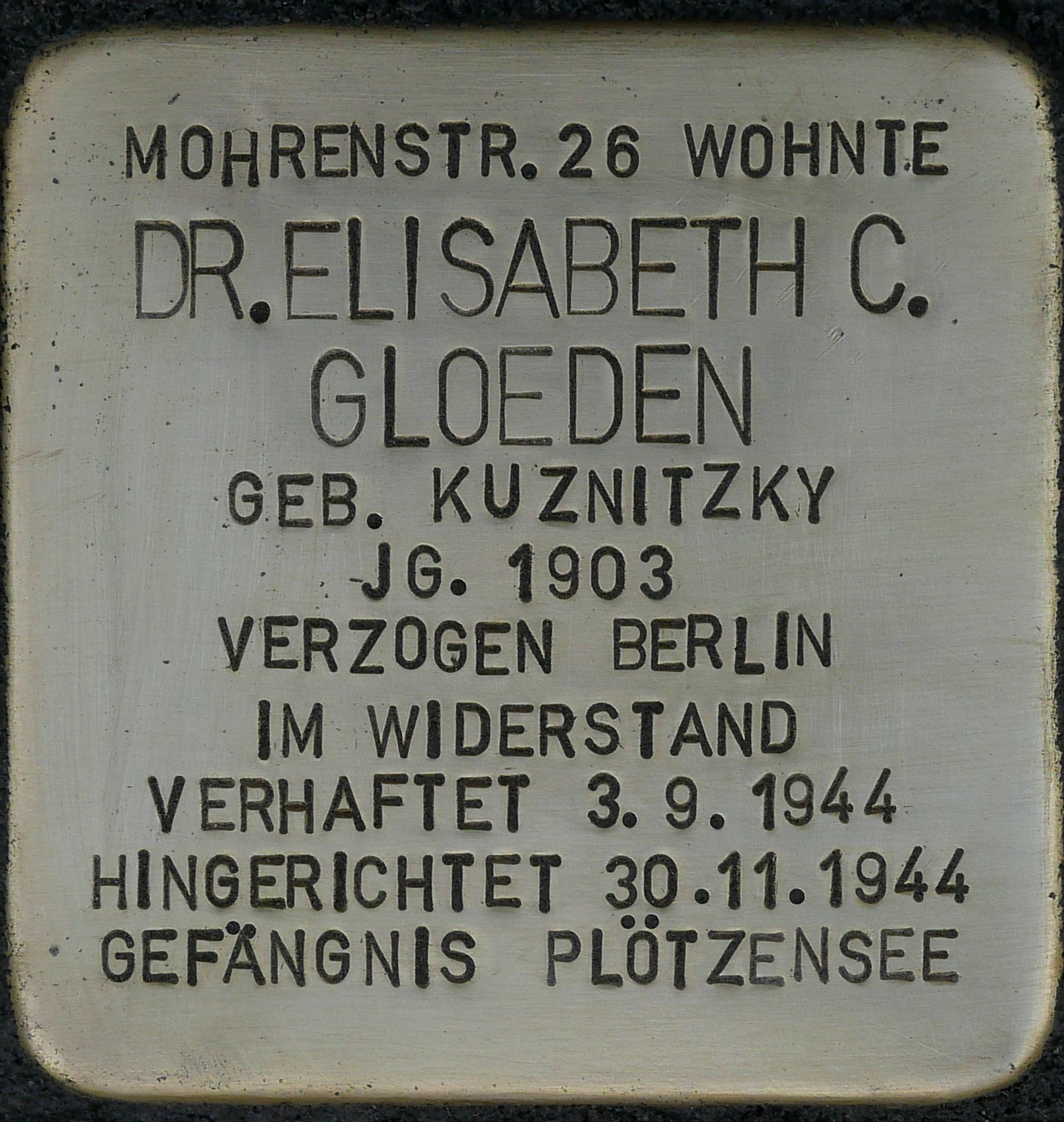
Stolperstein für Elisabeth Charlotte Gloeden, Mohrenstraße 26 Köln-Altstadt-Nord
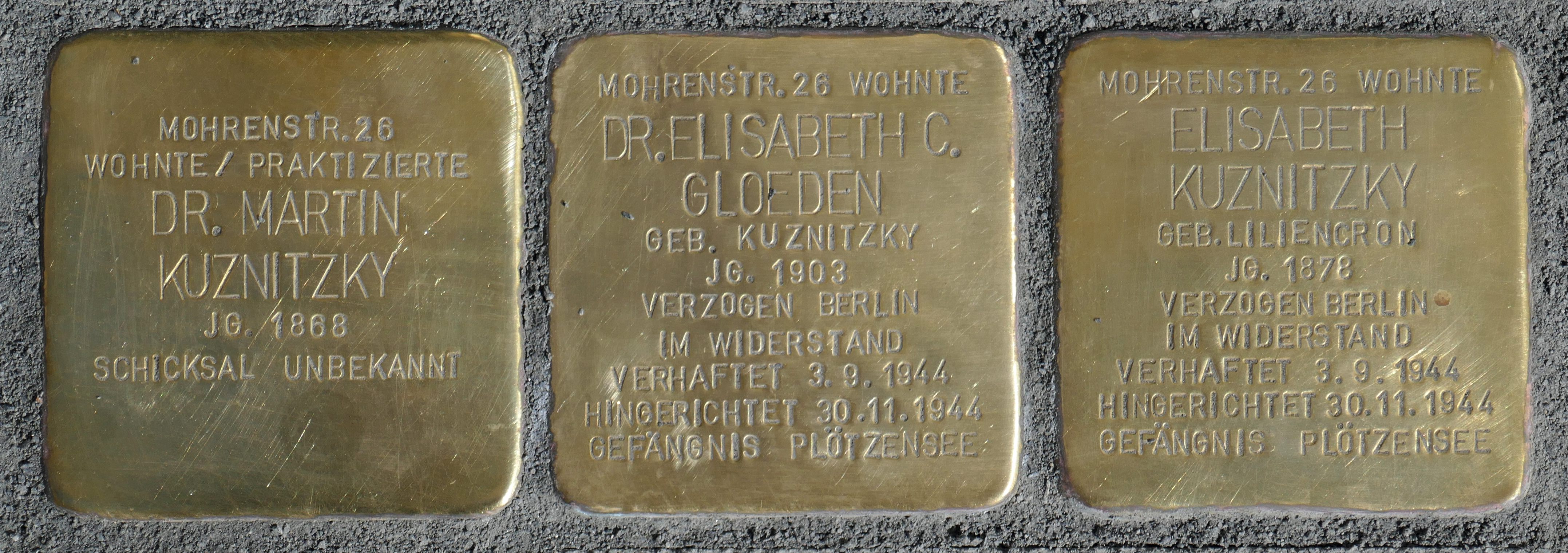
Stolpersteine für Familie Kuznitzky Mohrenstraße 26 Köln-Altstadt-Nord

## Werke
- (als Lieselotte Kuznitzky): Das deutsche Adelsrecht nach Art. 109 RV. vom 11. VIII. 1919 : Eine Unters. über Aufhebung und Fortbestand des Adelsrechts unter besonderer Berücksichtigung Preußens. Bergisch Gladbach 1928, zugl. Köln, Rechtswiss. Diss., 1928